# Losonczy György
Losonczy György (Lébény, 1905. június 21. – Budapest, 1972. május 4.) magyar operaénekes (basszbariton).

## Életpályája
Tanulmányait a budapesti Zeneakadémián végezte. Az Operaház 1928-ban szerződtette. 1968-ig a társulat magánénekese volt. Wagner-hősbaritonjaként harminc éven keresztül énekelte Hans Sachs szerepét Wagner: A nürnbergi mesterdalnokok című operájában. Vendégszerepelt Berlinben, Lipcsében, Milánóban, Bécsben. Felesége Rigó Magda volt.

## Főbb szerepei
- Erkel: Bánk bán – Tiborc

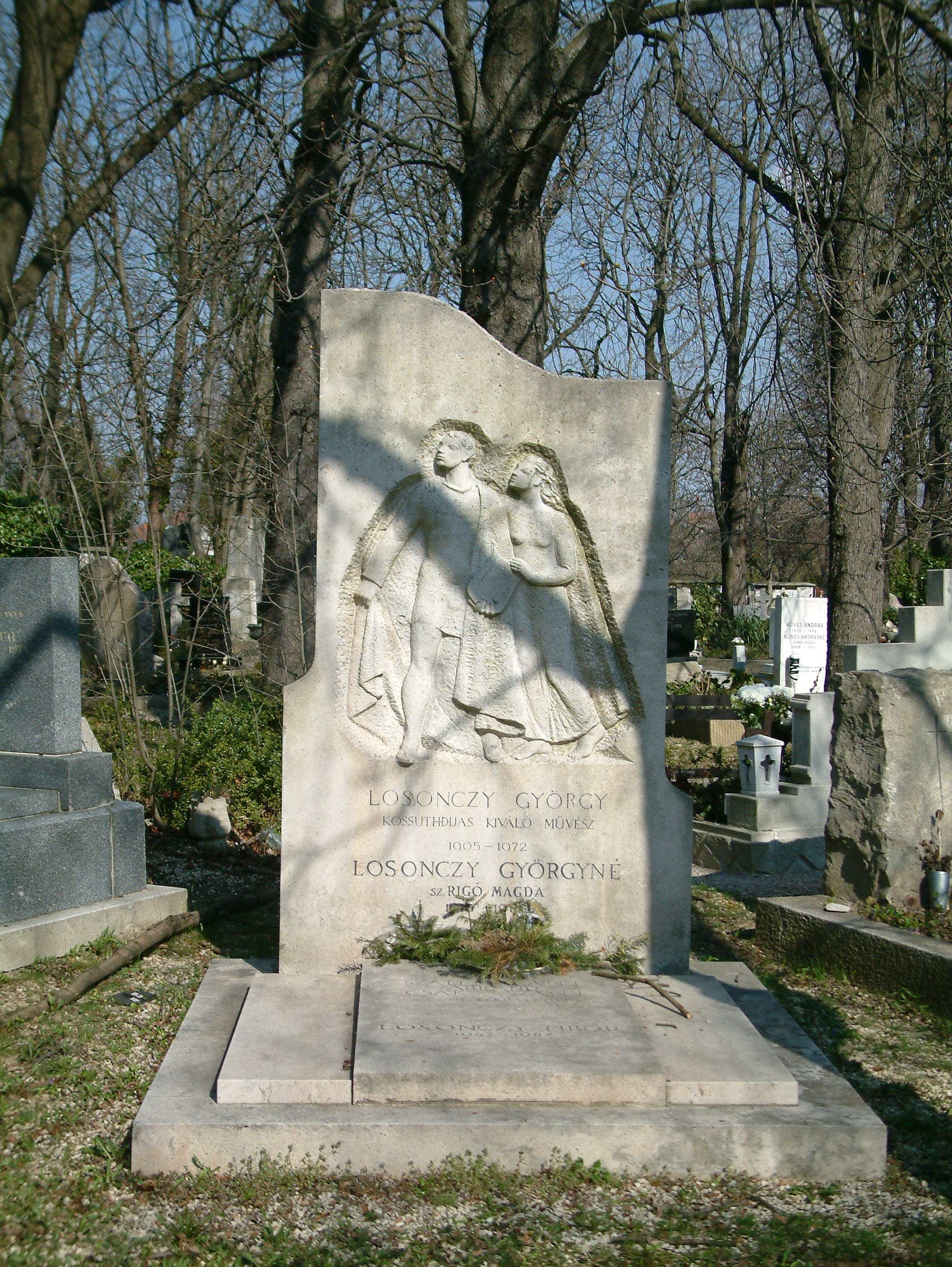
Losonczy György és Rigó Magda sírja a Farkasréti temetőben (39/1-1-27/28). Lux Alice és Gregersen Hugó alkotása.

- Mozart: Don Giovanni – Don Giovanni
- Puccini: Tosca – Scarpia
- Puccini: A Nyugat lánya — Jack Rance
- Verdi: Aida – Amonasro
- Verdi: Otello – Jago
- Wagner: A Rajna kincse – Wotan
- Wagner: A nürnbergi mesterdalnokok – Hans Sachs

## Díjai
- Érdemes művész (1954)
- Kossuth-díj (1956)
- Kiváló művész (1968)